# Уес Бентли
Уес Бентли (на английски: Wes Bentley; роден на 4 септември 1978 г.) е американски актьор. Сред най-популярните му роли са на Рики Фиц в „Американски прелести“, Сенека Крейн в „Игрите на глада“ и Дойл в „Интерстелар“.

## Биография

### Младост и образование
Бентли е роден в Джоунсбъроу, Арканзас, САЩ, като трети син в семейството на Чери Бейкър и Дейвид Бентли. Баща му е министър, а майка му работи в частен храм.
След като завършва гимназия, той започва да следва драма в Джулиард в Ню Йорк, но прекратява след една година, за да започне кариерата си.

### Личен живот
Между 2001 и 2009 г. Бентли е в брачен съюз с актрисата Дженифър Куанц, но се разделят, заради неговата злоупотреба с наркотични вещества. През 2010 г. той се жени за продуцентката Джаки Сюдбърг. През същата година се ражда синът им Чарлс, а четири години по-късно – и дъщеря им, Бруклин.

## Филмография

### Избрани филми
Списък с най-известните филми, в които участва Уес Бентли.
| Година | Филм                         | Роля           |
| ------ | ---------------------------- | -------------- |
| 1999   | Американски прелести         | Рики Фиц       |
| 1999   | Мошениците от Сейнт Мортимър |                |
| 2001   | Чистилището: Soul Survivors  | Мат            |
| 2002   | Четирите пера                | Джак Дюранс    |
| 2005   | Играта на техния живот       | Уолтър Бар     |
| 2007   | Призрачен ездач              | Легион         |
| 2008   | Последната дума              | Еван           |
| 2010   | Джона Хекс                   |                |
| 2012   | Игра на оцеляване            | Питър Хууд     |
| 2012   | Игрите на глада              | Сенека Крейн   |
| 2012   | Скрита луна                  | Виктор Брайтън |
| 2014   | Интерстелар                  | Дойл           |
| 2015   | Последното момиче            | Уилям          |
| 2016   | Нарушени клетви              | Патрик         |
| 2016   | Драконът, моят приятел       | Джак           |
| 2018   | Мисията невъзможна: Разпад   | Ерик           |

### Сериали
| Година      | Сериал                             | Роля            | Бележки    |
| ----------- | ---------------------------------- | --------------- | ---------- |
| 2014 – 2015 | Зловеща семейна история: Фрийк шоу | Едуард Мордрейк | 3 епизода  |
| 2015        | Зловеща семейна история: Хотел     | Джон Лоу        | 13 епизода |